# Dufourea trautmanni
Dufourea trautmanni é uma espécie de insetos himenópteros, mais especificamente de abelhas pertencente à família Apidae.
A autoridade científica da espécie é Dusmet y Alonso, tendo sido descrita no ano de 1935.
Trata-se de uma espécie presente no território português.